# Aleksander Drewing
Aleksander Drewing (ur. 21 maja 1869 w Estonii, zm. 20 maja 1924 w Inowrocławiu) – polski dziennikarz, wydawca i współwłaściciel wraz z Aleksandrem Milkerem drukarni prasowej, litografii a także właściciel księgarni w Łodzi.

## Życiorys
Syn Edwarda i Joanny z Mastów, żonaty z Emmą Stencel.
Początkowo pisał felietony w pierwszej łódzkiej niemieckiej gazecie „Lodzer Zeitung” wydawanej przez Jana Petersilgego od 1865 (zmiana tytułu, poprzednio, od 2 grudnia 1863 Petersilge wydawał „Łódzkie Ogłoszenia - Łodźer Anzeiger” [tak!]).
Po uzyskaniu zezwolenia 23 grudnia 1896 r. uruchomił przy ul. Mikołajewskiej  (obecnie ul. H. Sienkiewicza) 9 księgarnię z książkami sprowadzanymi z zagranicy. Nową koncesję wydaną 1 września 1900 r. odstąpił 5 grudnia 1900 r. Adolfowi Disterhelfowi.
W czerwcu 1902 r. na licytacji drukarni W. Kamińskiego, kupił dwie maszyny pospieszne pochodzące z dawnej drukarni „Gońca Łódzkiego”, napędzane silnikami spalinowymi.
26 czerwca 1902 r. uzyskał wspólnie z Aleksandrem Milkerem zezwolenie na ich uruchomienie przy ul. Piotrkowskiej 15 i uruchomili ją 15 września 1902 r. Jednocześnie władze rozpoczęły dochodzenie w sprawie wcześniejszego powstania tej drukarni bez pozwolenia.
W 1905 r. informował władze, że pełni funkcję dyrektora zarządzającego drukarnią, a wspólnik funkcję dyrektora handlowego firmy uzyskującej wówczas obrót w wysokości 105 000 rubli przy kapitale zakładowym wynoszącym 30 000 rubli.
Podstawową działalnością było redagowanie i druk od 28 września 1902 r. trzeciej łódzkiej gazety niemieckiej „Handels - und Industrieblatt”. W 1910 r. zmienili tytuł na istniejące do 1939 r. „Neue Lodzer Zeitung”, najpopularniejsze, o największym nakładzie i dobrze redagowane pismo zwolenników asymilacji Niemców i tolerancji wobec innych narodowości. Propolskie nastawienie redaktorów i wydawców naraziło ich na represje w czasie I wojny światowej. Wtedy w drukarni przeprowadzono rekwizycje maszyn i metali, a potem zmuszono właścicieli do zawieszenia wydawania gazety. Zabrane im wyposażenie posłużyło niemieckim władzom okupacyjnym do utworzenia „Drukarni Państwowej” („Staatsdruckerei”) zorganizowanej w 1916 r. przy ul. Piotrkowskiej 85 w celu drukowania gazety „Deutsche Lodzer Zeitung”.
Poza licznymi tytułami prasowymi m.in. polskimi jak „Goniec Łódzki”, z drukarni wyszło do 1917 r. 55 druków zwartych i 5 do chwili likwidacji po śmierci A. Drewinga.
„W 1896 r. powstało Towarzystwo Welocypedowych Turystów jako oddział rosyjskiego „Touring-Klub”. Skupiali się w nim głównie Niemcy, ale i uczestniczyli też Polacy. Wybitnym działaczem Klubu i następnie dożywotnim jego honorowym prezesem był Aleksander Drewing, redaktor gazety „Neuer Lodzer Zeitung””.